# Stikine River Provincial Park
Der Stikine River Provincial Park ist ein 257.177 ha großer Provincial Park in der kanadischen Provinz British Columbia. Der Park liegt im Regional District Stikine Region, etwa 45 km südlich von Dease Lake am Highway 37. Die nächstgelegene Siedlung ist Telegraph Creek.
Der Park ist einer der 10 größten der Provincial Parks in British Columbia und bildet zusammen mit dem angrenzenden Spatsizi Plateau Wilderness Provincial Park, den Mount Edziza Provincial Park, und dem Tatlatui Provincial Park sowie weiteren Protected Areas und Ecological Reserve ein zusammenhängendes Schutzgebiet von erheblicher Größe, das Stikine Country Protected Area.

## Anlage
Bei dem Park handelt es sich um ein Schutzgebiet der Kategorie Ib (Wildnisgebiet).
Der Park liegt in der am dünnsten besiedelten Region der Provinz, mit einer Bevölkerungsdichte von 0,005 Einwohnern pro Quadratkilometer. Dabei zieht er sich vom Highway 37 nach Osten am Stikine River entlang. Im Südosten grenzt der Park an den Spatsizi Plateau Wilderness Provincial Park sowie im Osten an das Pitman River Protected Area und das Chukachida Protected Area.

## Geschichte
Der Provincial Park wurde am 14. März 1987 als Recreation Area eingerichtet. Im Jahr 2001 wurde der Status des Parks in den eines Provincial Parks geändert.
Vor der Einrichtung eines Schutzgebietes war die Gegend Lebens-, Jagd- und Siedlungsgebiet der First Nation vom Volk der Tahltan.

## Flora und Fauna
Das Ökosystem von British Columbia wird mit dem Biogeoclimatic Ecological Classification (BEC) Zoning System in verschiedene biogeoklimatischen Zonen eingeteilt. Biogeoklimatische Zonen zeichnen sich durch ein grundsätzlich identisches oder sehr ähnliches Klima sowie gleiche oder sehr ähnliche biologische und geologische Voraussetzungen aus. Daraus resultiert in den jeweiligen Zonen dann auch ein sehr ähnlicher Bestand an Pflanzen und Tieren. Innerhalb dieser Systematik umfasst der Park verschiedene biogeoklimatische Zonen. Der Park wird hauptsächlich der Spruce-Willow-Birch Zone sowie der Boreal White and Black Spruce Zone zugeordnet. Die Boreal White and Black Spruce Zone zieht sich dabei am Stikine River sowie den Nebenflüssen entlang, während die Spruce-Willow-Birch Zone das restliche Parkgebiet umfassen.

## Aktivitäten
Da es sich bei dem Park um einen Back Country Park handelt, gibt es im Park auch keine ausgebaute touristische Infrastruktur. Für Wanderer und andere Outdoorliebhaber ist das „wilde“ Zelten und Feuer machen, mit Einschränkungen und Auflagen, erlaubt.